# Mobula thurstoni
Mobula thurstoni is een vissensoort uit de familie van de duivelsroggen (Mobulidae). De wetenschappelijke naam van de soort is voor het eerst geldig gepubliceerd in 1908 door Lloyd.